# Грейвер, Наум Соломонович
Наум Соломонович Гре́йвер(1900—1971) — советский учёный.

## Биография
Родился 2 (15) марта 1900 года в Тихвине (ныне Ленинградская область) в семье часового мастера Соломона Наумовича Грейвера и владелицы скоропечатен и часовых магазинов в Тихвине и Устюжне Елены Семёновны Закович. В 1917 году окончил реальное училище и поступил в Петроградский горный институт, в котором учился до 1928 года. Потом работал в «Ленгинцветмете», занимался научными исследованиями.
В 1933 году организовал и возглавил исследования «Группы Никеля» при ЛГИ. По разработанным им технологиям был получен первый советский ванадий, извлечен молибден из бедных некондиционных концентратов.
В 1940 году защитил докторскую диссертацию, с 1943 года профессор. В 1953 году основал кафедру металлургии легких и редких металлов, которой заведовал до 1971 года.
Совместно с учеными ЛГИ Н. П. Асеевым, К. Ф. Белоглазовым и др. разработал технологию получения меди, никеля, кобальта и платиновых металлов из сульфидных медно-никелевых руд, что послужило основой для строительства «Североникеля» и Норильского ГОКа.
Автор 5 монографий, посвященных производству цветных, благородных и редких металлов. Составитель и редактор пятитомной монографии «Основы металлургии», опубликованной в 1961—1968 годах.
Умер 15 июня 1971 года в Ленинграде.

## Награды и премии
- Сталинская премия I степени (1946) — за разработку методов извлечения из сульфидных медно-никелевых руд цветных и благородных металлов, изложенных в научном труде «Получение никеля, меди, кобальта и |латиноидов из сульфидных медно-никелевых руд Советского Союза» (1943)[1]
- Орден Ленина (25 июня 1944) — за выдающиеся заслуги в области подготовки инженерных кадров для горной промышленности
- Сталинская премия III степени (10 апреля 1942) — за разработку метода промышленного извлечения молибдена из медных руд Коунрадского месторождения
- Орден Трудового Красного Знамени
- Орден Трудового Красного Знамени
- Медали
- Семья

Дочь — Татьяна Наумовна Грейвер (7.12.1931 — 4.5.2012), учёный в области технологии производства золота, серебра, платиновых металлов и редких элементов, профессор кафедры металлургии редких и лёгких металлов ЛГИ.
Дочь — Галина Наумовна Герман (19.09.1930 - 2013)
Внучка — М. И. Калашникова, зав. лабораторией гидрометаллургии института «Гипроникель».
Внучка — А. Д. Герман, математик, профессор University_of_Beira_Interior